# Cyllopoda postica
Cyllopoda postica là một loài bướm đêm trong họ Geometridae.